# Маляренко Олена Миколаївна
Маляренко Олена Миколаївна (псевд. Олеся Штефан) – українська письменниця, журналістка, художниця. Член Національної спілки письменників України та Національної спілки журналістів України.

## Біографія
Народилася 2 жовтня 1978 року у с. Микільське Білозерського району Херсонської області.
По закінченню Донецького педагогічного коледжу Олена Маляренко навчалася у Донецькому національному університеті, який закінчила у 2003 році. Після того працювала у Донецьку викладачем у школі, потім – коректором у видавництві при Донецькому національному технічному університеті.
У 2005 році повернулася до Херсону, де працювала в прес-службі обласної ДСНС, кореспондентом телерадіокомпанії «Скіфія», журналістом інтернет-видань «Любимый Херсон», "Херсон.нет", керівником проектів «Ікс-кілометр. Територія Людини», "Зачароване радіо" та "ЛітТерра-Інкогніта".
Перед початком повномасштабного вторгнення російських військ Олена Маляренко працювала директоркою Станіславської публічної бібліотеки. 
Після звільнення Херсону вона є ведучою мовного клубу «Ріка», займаючись популяризацією української мови.

## Творча діяльність
Літературні твори Олени Маляренко вперше були опубліковані на початку 2000-х. Відтоді вийшли друком її книги:
- «Світлини-відчуття» (поетична збірка), 2005;

- «Чудернацькі пригоди Обережки та Помагайлика» (казки), 2008;

- «Ватрячок» (казки), 2008;

- «Час-калейдоскоп» (поетична збірка), 2015;

- «Справжній іграшковий світ» (оповідання), 2016;

- «На берегу» (повість-казка), 2017;

- «#Типичный Боря» (сімейні оповідки), 2019;
- «Пупуся Жизель» (оповідання), 2020;

- «Сонячний промінь» (повість-бувальщина, у співавторстві із матір’ю, Галиною Маляренко), 2020;

- «Мої любі чоловіки» (оповідання), 2021;

- «Жизель і мир» (оповідання), 2024.

Також її твори публікувались у різних літературних виданнях: «ЛітTERRA», «Літературна Україна», «Степ», «Дебют», «25. Антологія творів херсонських авторів», "Арт.Спротив".
За драматичними текстами "Протитанкова відьма" та "Життя Шрьодінгера" Херсонський обласний музично-драматичний театр ім. Миколи Куліша поставив моновиставу "Буде тобі, враже, так як відьма скаже" (режисер Сергій Павлюк, виконавиця головної ролі Олена Галл-Савальська).
Від початку війни на вірші Олени Маляренко було створено декілька пісень, які виконують Юлія Абдурашитова, Оля Дорошенко-Чайка, Геннадій Білозубов.

## Нагороди
У 2003 році була відзначена дипломом конкурсу «Коронація слова» за кіноповість «Мася».